# Gymnangium twista
Gymnangium twista är en nässeldjursart som först beskrevs av Rho och Park 1984.  Gymnangium twista ingår i släktet Gymnangium och familjen Aglaopheniidae. Inga underarter finns listade i Catalogue of Life.